# Schlosslichtspiele Karlsruhe

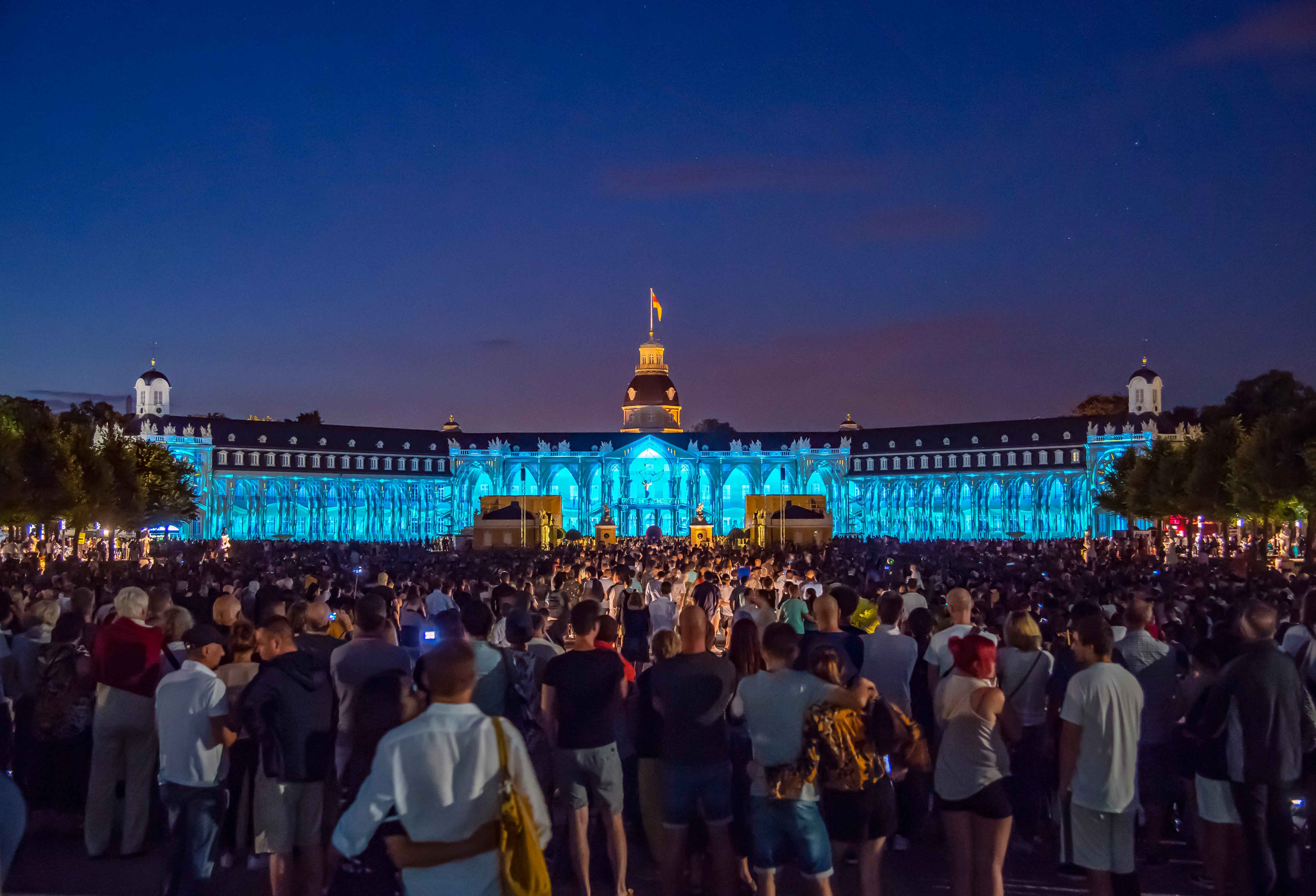
Schlosslichtspiele 2018

Die Schlosslichtspiele Karlsruhe sind ein Lichtkunstfestival, das seit 2015 im Sommer auf dem Karlsruher Schlossplatz stattfindet. Dabei dient die Fassade des Karlsruher Schlosses als Video-Projektionsfläche.

## Konzept und Entwicklung
Die Schlosslichtspiele wurden 2015 als Teil des Festivalsommers KA300 im Rahmen der Globale Digitale zum 300. Stadtgeburtstag Karlsruhes durch den künstlerisch-wissenschaftlichen Vorstand des Zentrums für Kunst und Medien (ZKM), Peter Weibel, gegründet. Bei den abendlichen Schlosslichtspielen wurde die gesamte Südfassade des Karlsruher Schlosses mit Klang- und Bildprojektionen angeleuchtet. Die Stadt Karlsruhe wird wegen ihres strahlenförmigen Grundrisses auch die Fächerstadt genannt. Laut Weibel war es daher naheliegend, das Schloss, den Mittelpunkt dieses Grundrisses, als zentralen Ausgangspunkt für Reflexionen zu urbaner Architektur zu wählen.

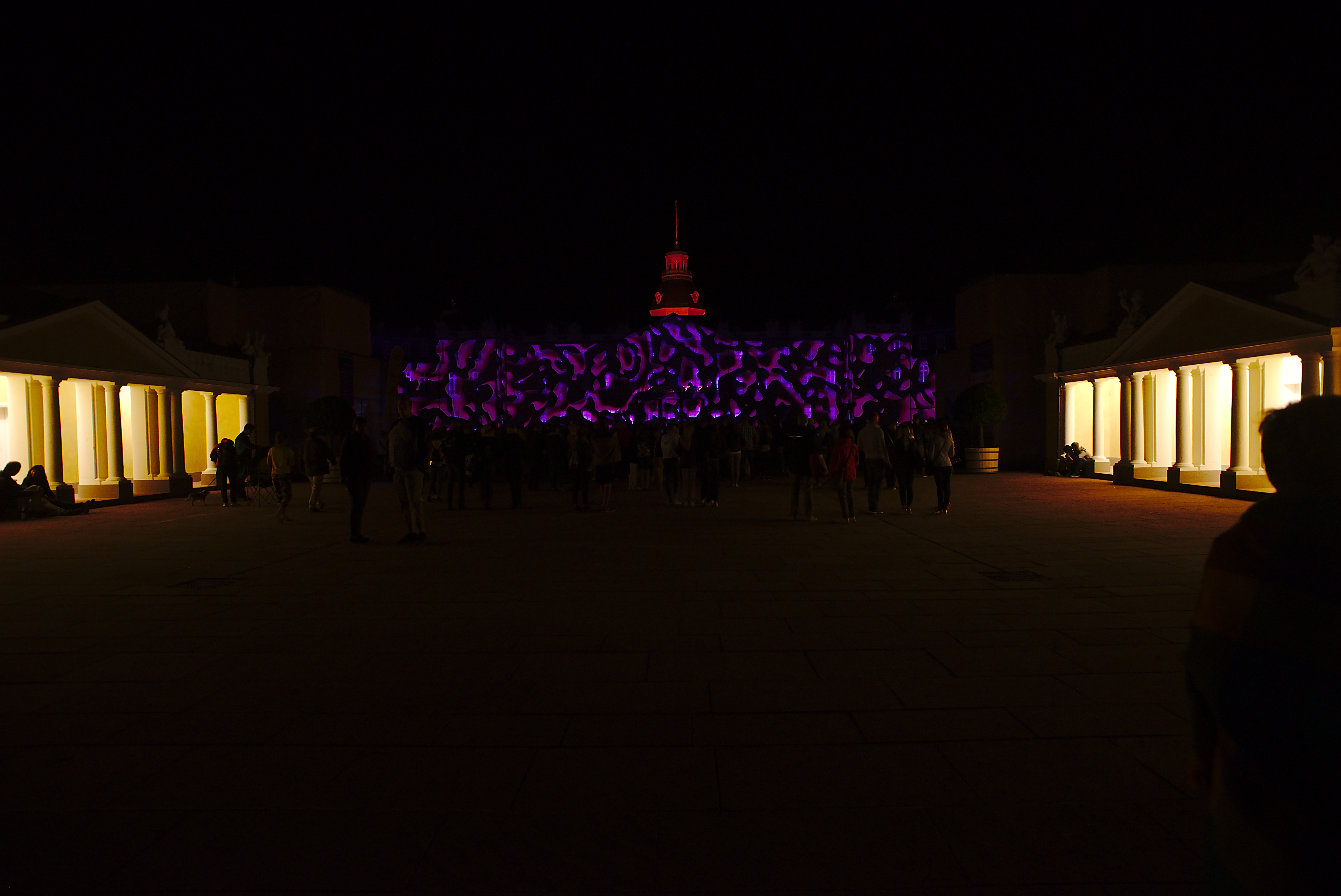
Schlosslichtspiele 2019

Die Video-Mappings nehmen Bezug auf die Fassade des Schlosses sowie auf die Stadtgeschichte. Durch Interaktion der Besucher mit den Lichtspielen mithilfe von Spielen oder Bewegungen werden sie Teil der von den Künstlern konzipierten Choreografie. Beim Projektionsmapping überlagern projizierte Bilder von fantastischen Architekturen und Landschaften sowie abstrakten visuellen Mustern, die von Klangcollagen unterstützt werden, die reale Architektur.
Aufgrund der guten Resonanz 2015 beschloss der Karlsruher Gemeinderat eine dauerhafte Fortsetzung des Formates unter künstlerischer Leitung des ZKM in Zusammenarbeit mit der KEG Karlsruhe Event GmbH.

## Schlosslichtspiele

### Schlosslichtspiele 2015
Die ungarische Künstlergruppe Maxin10sity brachte mit ihrer Projektion 300 Fragments Vergangenheit, Gegenwart und Zukunft von Karlsruhe auf das Schloss: So wurde unter anderem auf die Pläne des Markgrafen Karl Wilhelm von Baden-Durlach Bezug genommen und die Legende der Stadtentstehung. Jesper Wachtmeisters Projektion Reflections veranschaulichte anhand der Geschichte des Schlosses die vormoderne Zeit, das moderne Maschinenzeitalter und die Ära der Informationstechnologie. ruestungsschmie.de verbanden mit ihrer Projektion noise3 die Architektur und die Klänge des Stadtschlosses Karlsruhe miteinander.

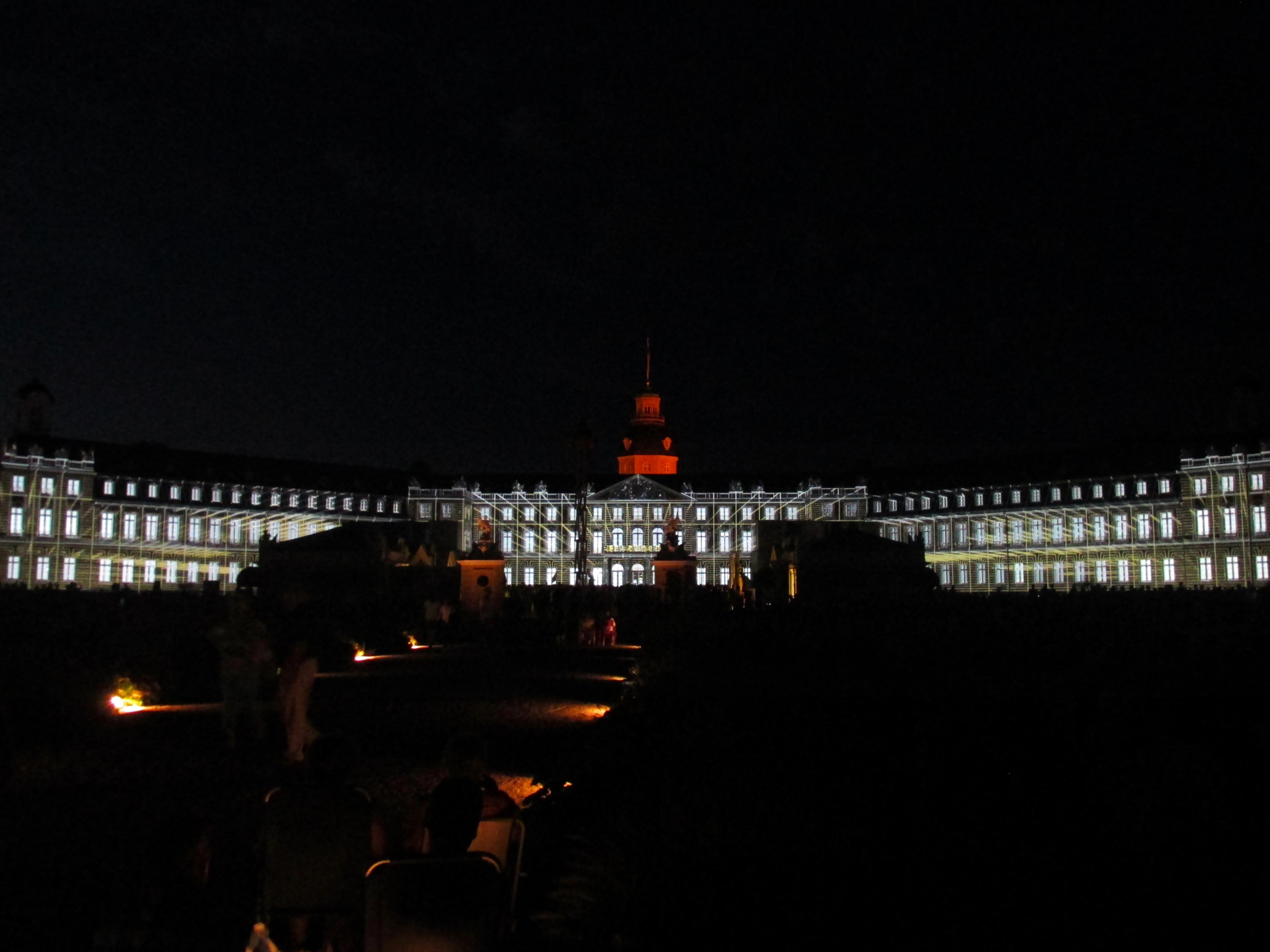
Schlosslichtspiele 2015

Mit der Projektion Capture the Pyramide der Künstlergruppe PONG.LI verwandelte sich die Schlossfassade zu einem interaktiven Megapixel-Multiplayer-Mapping-Game. Über Smartphones konnten die Zuschauer versuchen, spielerisch die in der Mitte des Schlosses leuchtende, goldene Pyramide zu erreichen. Das Künstlerkollektiv Xenorama inszenierte mit Oneironaut die Vision des Markgrafen Karl Wilhelm von Baden-Durlach, ein Schloss als Stadtzentrum einer neuen, aufgefächerten Stadt zu erschaffen und die von László Zsolt Bordos/Bordos.ArtWorks entwickelte audiovisuelle Arbeit Reverb wurde von der Idee geleitet, geometrische und organische Formen zu verbinden.
Einen Ausblick auf die nächsten 300 Jahre des Karlsruher Schlosses wagte die Projektion Epilog von Holger Förterer: Langsam wurde das Schloss von Bäumen überwuchert, das Mauerwerk bekam Risse, das Schloss ähnelte zunehmend einem versunkenen Tempel, den sich die Natur zurückerobert hat. In der abstrakten Projektion Dazz von Playmodes Studio repräsentierten Schwarz und Weiß die Methoden, die im 21. Jahrhundert die Menschheit prägen: Klassifikation, Kategorisierung und Organisation.
Eigens für die  Schlosslichtspiele 2015 wurde das ZKM-Projekt FLICK_KA von Peter Weibel und Matthias Gommel zu einer Projektion erweitert, die die aktive Beteiligung der Besucher in den Mittelpunkt stellte: Auf dem Schlossplatz wurde ein Fotoautomat installiert, in dem sich die Besucher vor Ort ablichten lassen konnten. Die Bilder wurden dann als Bürgergalerie auf die Schlossfassade projiziert.

### Schlosslichtspiele 2016

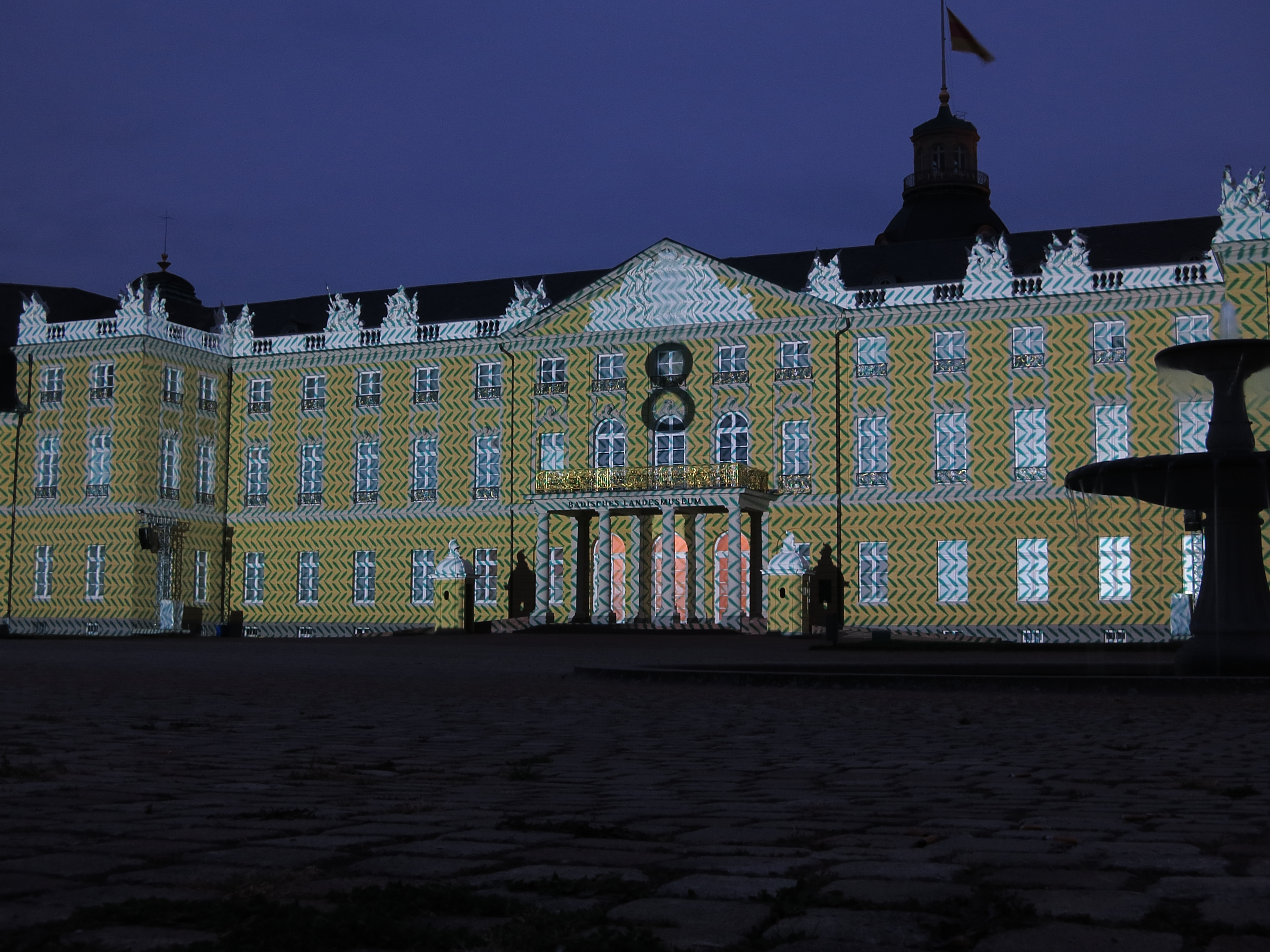
Schlosslichtspiele 2016

Im Sommer 2016 ließ die Arbeit palace staged von Alexander Stublic die Fassade des Schlosses wie eine Drehbühne um eine gedachte Mittelachse rotieren. Die Projektion Paperlife von Hauslaib Lichtwelten erschuf eine neue Fassade aus Papier: Wie die Seite eines Buches wurde sie gefaltet, gerissen und geknittert.
Auch das Künstlerkollektiv Xenorama, bereits 2015 vertreten, arbeitete bei ihrer Arbeit Transkutan mit der Stofflichkeit von Papier: Sie filmten ein maßstabgetreues Modell des Schlosses aus Papier und warfen es digital bearbeitet auf die reale physische Oberfläche des Schlosses. Das Studio DSG animation + VFX ließ bei ihrer Projektion Defilee zum 100. Geburtstag der Avantgarde ikonische Werke der klassischen Avantgarde über das Schloss tanzen.
Auch 2016 warfen Maxin10sity einen Blick in die Vergangenheit: Sie rückten bei ihrer Projektion Legacy Exponate des Badischen Landesmuseums in ein neues Licht, um die Kulturgeschichte von der Ur- und Frühgeschichte bis hin zu antiken Kulturen im Zeitraffer nachzuerzählen.

### Schlosslichtspiele 2017
2017 lag der thematische Schwerpunkt der Schlosslichtspiele auf neuen Formen der Architektur. So wurden erstmals Projektionen des Architektenduos Hani Rashid und Lise Anne Couture, von Zaha Hadid Architects und von Architekt Greg Lynn gezeigt.
In Hani Rashids und Lise Anne Coutures Arbeit Hyperfine Splitting 008_Mediations on Jakob’s Ladder löste sich die Materialität des Gebäudes Stück für Stück auf: Die reale Formgebung der Schlossfassade interagierte mit computergenerierten Linien und Strukturen. Mit Behaviour Morphe versuchte das Londoner Architekturbüro Zaha Hadid Architects, Architekturformen und Musik mit menschlichen Verhaltensweisen zu synthetisieren. Dabei wurde die Schlossfassade zum Lebensraum virtueller, computergenerierter Figuren, die sich bewegten und aufeinander reagierten. Für seine Arbeit Rolling Eye verwendete Greg Lynn einen Roboter, auf dem sechzehn kreisförmig angeordnete Videokameras für nahtlose 360-Grad-Aufnahmen angebracht waren. Der Roboter begleitete den Architekten Frank Gehry, den Museumsdirektor Max Hollein und den Architektur- und Kunstkritiker Aaron Betsky. Die Aufnahmen wurden anschließend auf die Schlossfassade projiziert.
Maxin10sity präsentierte 2017 die Arbeit Structures of Life. Sie verwandelten die Schlossfassade in eine Art Urozean, dessen Unterwasserwelten die Vielfalt der ersten Formen von Leben zeigten. In seinem Projection-Mapping Cleansing ließ der israelische Künstler Eyal Gever das Karlsruher Schloss virtuell fluten und dessen Fassade von seinen eindrucksvoll simulierten Wassermassen davonspülen. Ausgangspunkt des Bremer Künstlerkollektivs Urbanscreen war die spannungsreiche Gegenüberstellung architektonischer Form- und Gestaltungsprinzipien. Die klassizistische Architektur des Karlsruher Schlosses wurde mit der Arbeit Inhomogeneous in ihre Grundelemente zerlegt, die zugleich auch die kleinsten Einheiten jeder grafischen Komposition darstellen: Punkt, Linie und Fläche.

### Schlosslichtspiele 2018
Das Motto der Schlosslichtspiele 2018 lautete: „Any sufficiently advanced technology is indistinguishable from magic“ („Jede hinreichend fortgeschrittene Technologie ist von Magie nicht mehr zu unterscheiden“) (Arthur C. Clarke).
Maxin10sity präsentierten 2018 ihre Show I’mmortal (Unsterblich/Ich bin sterblich), für die sie mit Akrobaten der Recirquel Company aus Budapest kooperierten. Die Kompanie schlüpfte in verschiedene Rollen, akrobatische Elemente aus dem zeitgenössischen Zirkus-Repertoire und Mapping ergänzten sich zu einem neuen visuellen Genre.
Das Künstlerkollektiv Global Illumination rekapitulierte mit The Object of The Mind (Das Objekt des Geistes) die technologischen Entwicklungsschritte, die zur vernetzten Informationsgesellschaft geführt haben: Die Show beginnt mit der Ära der analogen Maschinen über Lochkarten zu 8-Bit-Prozessoren und PCs bis hin zu künstlichen neuronalen Netzen. Für seine Show Memories schuf der 3-D-Künstler László Zsolt Bordos einen imaginären Speicherort, an dem persönliche Erinnerungen des Künstlers abgelegt sind.
Der Karlsruher Medienkünstler Jonas Denzel verwandelte das Schloss mit seiner Arbeit hands-on in einen Licht- und Klangkörper.